# 기니다유방쥐
기니다유방쥐(Mastomys erythroleucus)는 쥐과에 속하는 설치류의 일종이다. 베넹과 부르키나 파소, 부룬디, 카메룬, 중앙아프리카공화국, 차드, 콩고, 콩고민주공화국, 코트디부아르, 감비아, 가나, 기니, 기니비사우, 케냐, 라이베리아, 말리, 모리타니, 모로코, 니제르, 나이지리아, 르완다, 세네갈, 시에라리온, 수단, 토고, 우간다에서 발견된다. 자연 서식지는 아열대 또는 열대 기후 지역의 건조림과 건조 및 습윤 사바나 지역, 건조 및 습윤 관목 지대, 경작지, 시골 정원 지대, 도시 지역, 관개 지역이다.